# Tovarășii

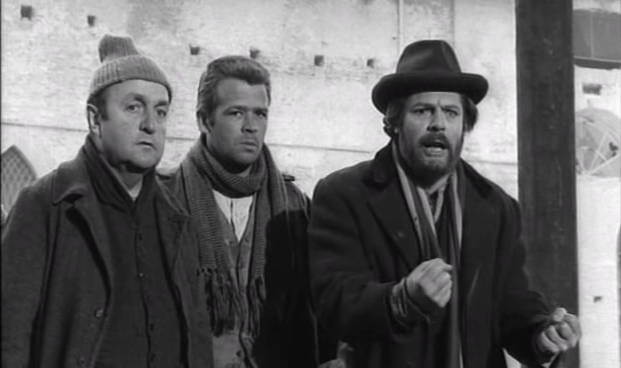
Scenă din film cu Bernard Blier, Renato Salvatori și Marcello Mastroianni

Tovarășii (titlul original: în italiană I compagni) este un film dramatic franco-italiano-iugoslav, realizat în 1963 de regizorul Mario Monicelli, protagoniști fiind actorii Marcello Mastroianni, Renato Salvatori, Gabriella Giorgelli, Folco Lulli.

## Conținut
Filmul descrie istoria uneia dintre primele greve, foarte grea, condusă de muncitori la o fabrică de textile din Torino în anul 1905.

## Distribuție
- Marcello Mastroianni – profesorul Sinigaglia
- Renato Salvatori – Raoul
- Gabriella Giorgelli – Adele
- Folco Lulli – Pautasso
- Bernard Blier – Martinetti
- Raffaella Carrà – Bianca
- François Périer – Maestro Di Meo
- Vittorio Sanipoli – Baudet
- Mario Pisu – directorul
- Kenneth Kove – Luigi
- Annie Girardot – Niobe
- Edda Ferronao – Maria
- Anna Di Silvio – Gesummina
- Roberto Diamanti –
- Elvira Tonelli – Cesarina
- Giampiero Albertini – Porro
- Antonio Di Silvio – Pietrino
- Franco Ciolli – Omero
- Bruno Scipioni –
- Silvio Anselmo –
- Pippo Starnazza – Bergamasco
- Sara Simoni – soția lui Cenerone
- Anna Glori – madame Cravetto
- Enzo Casini – Antonio
- Antonio Casamonica – Arro
- Gino Manganiello – unchiul Spartaco
- Giuseppe Marchetti –
- Fred Borgognoni –
- Giuseppe Cadeo – Cenerone
- Piero Lulli –
- Giulio Bosetti –

## Premii și nominalizări
- 1964 Nastro d'argento lui Folco Lulli ca Cel mai bun actor întrun rol secundar
- 1964 Premiul pentru Cel mai bun film la Festivalul Internațional de Film din Mar del Plata
- 1964 Premiul André Bazin la Festivalul de Film din Acapulco[1]
- 1965 Nominalizare la Premiul Oscar pentru cel mai bun scenariu original pentru Incrocci, Scarpelli și Mario Monicelli